# Oxigénio-16
O Oxigénio-16 (

Gráfico de isótopos de O-16 após trítio

16O) é um isótopo natural estável de oxigénio tendo 8 nêutrons e 8 prótons em seu núcleo. Ele tem uma massa de 15,9949 u. É um dos três isótopos, na Terra,  mais abundantes do elemento oxigénio, A alta abundância pode ser explicada pelo fato de que o oxigênio-16 é o principal produto do processo de fusão nuclear em estrelas (durante a evolução estelar). Durante o chamado processo de hélio de fusão da combinação de uma ligação de carbono-12 e um hélio-4-núcleo ao oxigénio-16:
{\displaystyle \mathrm {^{12}_{6}C\ +\ _{2}^{4}He\ \longrightarrow \ _{8}^{16}O} }
Durante esta reação 4,3 x 1010 kJ /kg de energia é liberada.  O isótopo 
16O é produzido durante o decaimento radioativo do nitrogênio-16 , nitrogênio-17 e neon-17.

## Utilização
Uma técnica muito útil para rastreamento de temperaturas passadas envolve a medição de isótopos de oxigénio, ou seja, a proporção de 
18O e 
16O. Oxigênio-16 é o isótopo dominante, tornando-se mais de 99 por cento de todo o oxigênio natural; oxigênio-18 torna-se 0,2 por cento.